# Chromatomyia subnigra
Chromatomyia subnigra är en tvåvingeart som beskrevs av Spencer 1985. Chromatomyia subnigra ingår i släktet Chromatomyia och familjen minerarflugor.
Artens utbredningsområde är Kenya. Inga underarter finns listade i Catalogue of Life.